# Departamento Curacó
Curacó es uno de los 22 departamentos en los que se divide la provincia de La Pampa en Argentina.

## Gobiernos locales
Su territorio se divide entre:
- Municipio de Puelches (parte de su zona rural está en el departamento Lihuel Calel)
- Municipio de Gobernador Duval (parte de su zona rural está en el departamento Lihuel Calel)
- Zona rural del municipio de 25 de Mayo (el resto se extiende en los departamentos de Puelén y Limay Mahuida)
- Zona rural de la comuna de Casa de Piedra (el resto se extiende en el departamento Puelén)

## Toponimia
El nombre Cura-Có procede de los mapuches quienes durante el siglo XVIII desplazaron a los originarios het. En idioma mapuche kura significa piedra y ko agua, por lo que el nombre significa "agua de la piedra". Este fue el nombre que le dieron al tramo inferior del río Desaguadero al que aguas arriba de las lagunas de Urre Lauquén llamaron Chadileuvu (río salado) o Chadileo. El tramo inferior del río antes de su desembocadura en el río Colorado recorre un cauce definido y profundo de unos 100 km de longitud entre paredes de roca, en algunos sectores de más de 10 m de altura.

## Superficie, límites y accesos
El departamento posee 13 125 km² y limita al norte con los departamentos de Limay Mahuida y Utracán, al este con el departamento Lihuel Calel, al sur con la provincia de Río Negro y al oeste con el departamento Puelén.

### Rutas principales
- Ruta Nacional 152
- Ruta Nacional 232
- Ruta provincial 19
- Ruta provincial 26

## Población
El departamento contó con 1116 habitantes (Indec, 2022), lo que representó un incremento del 7.3% frente a los 1040 habitantes (Indec, 2010) del censo anterior.

Esta cifra posicionó al departamento en la tercera colocación de menor población de la provincia.
| Gráfica de evolución demográfica de Curacó entre 1991 y 2022 |
|                                                              |
| Fuente: censos nacionales del INDEC                          |